# 1200年代
1200年代（せんにひゃくねんだい）は、
1. 西暦（ユリウス暦）1200年から1209年までの10年間を指す十年紀。本項で詳述する。
2. 西暦1200年から1299年までの100年間を指す。13世紀とほぼ同じ意味であるが、開始と終了の年が1年ずれている。

## できごと

### 1203年
- 源実朝、鎌倉幕府将軍となる。第2代将軍源頼家、伊豆に幽閉される。北条時政が初代執権に就任。

### 1204年
- 第4回十字軍、キリスト教国家東ローマ帝国の首都コンスタンティノポリスを攻撃、占領。東ローマ帝国がいったん断絶（-1261年）。
- 伊賀・伊勢平氏の叛乱（三日平氏の乱）。頼家殺される。

### 1205年
- 藤原定家ら新古今和歌集編纂。
- 北条義時が鎌倉幕府第2代執権に就任。

### 1206年
- チンギス・ハーンがモンゴルを統一。
- インド北部で奴隷王朝が成立。

### 1209年
- インノケンティウス3世、小さき兄弟会（フランシスコ会）を認可。